# Arvid Gustavsson av Vik
Arvid Gustavsson (Sparre av Vik), död 1379 eller 1380, var en svensk lagman och riksråd.

## Biografi
Arvid Gustavsson (Sparre av Vik) var son till lagmannen Gustav Arvidsson (Sparre av Vik) (1334–1366/1367) i Södermanland och Kristina Petersdotter (född 1329). Han nämns första gången 1356. Han upptas bland brevvittnena i kung Håkan Magnussons brev 15 februari 1362 om kungaval och kallas då sven. Från samma år framåt nämns han även som riksråd. Han var lagman i Finland efter 1364 men nämns i bevarade källor som aktiv domare endast 1366 i Egentliga Finland och 1369 i Nyland. År 1372 nämns hans underlagman i Åbo. Han slogs till riddare 1372 eller 1373. År 1376 blev han medlem i den nämnd som kung Albrekt tillsatte för att lösa tvister om det andliga ståndets privilegier. Som häradshövding i Lagunda härad i Uppland nämns han åren 1377 och 1378. Han levde ännu 18 januari 1379 men var död 5 februari 1380.

### Egendom
Arvid Gustavsson ägde släktgodset Vik i Balingsta socken i Uppland. 

### Familj
Arvid Gustavsson gifte sig senast 1369 med Helena Magnusdotter (Sparre av Aspnäs) (1373–1380), dotter till riddaren Magnus Gislesson (Sparre av Aspnäs) och Birgitta Knutsdotter (Algotsönernas ätt). De fick tillsammans dottern Margareta Arvidsdotter (Sparre av Vik) (1382–1419) som var gift med lagmannen Ture Bengtsson (Bielke) i Uppland.